# POWER1

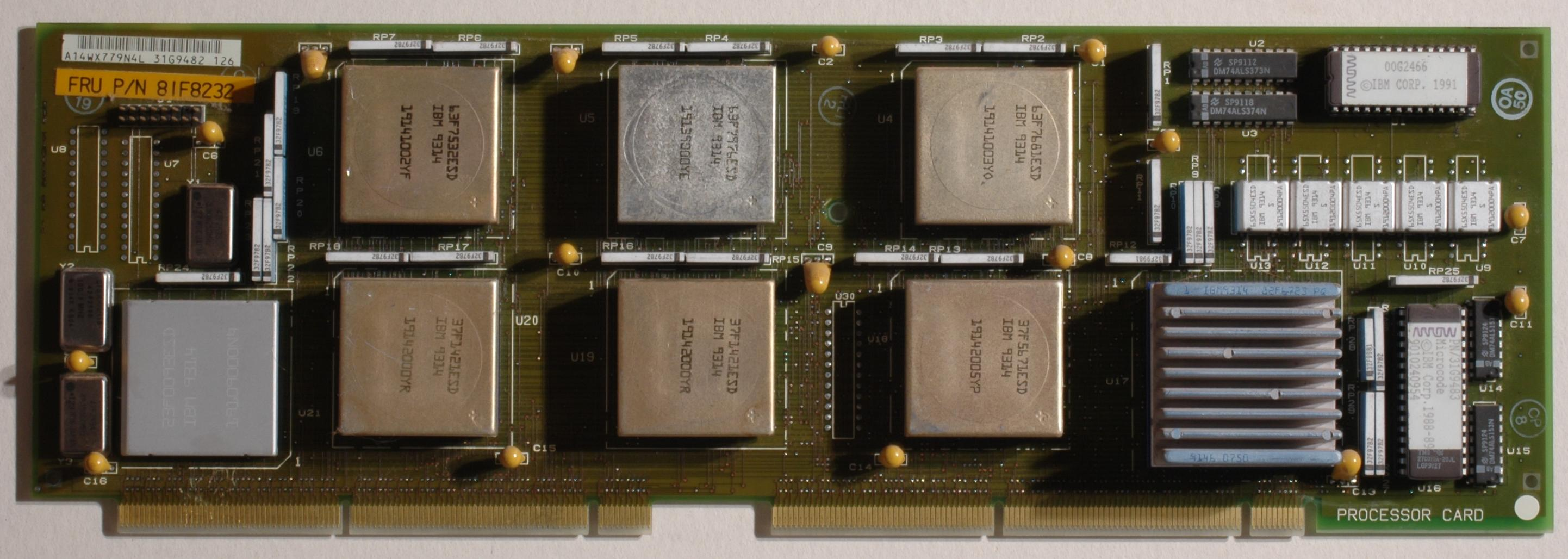
Processeur POWER d'un ordinateur RS/6000

Le POWER1 est un microprocesseur multi-puces développé et fabriqué par IBM implémentant le jeu d'instructions POWER (Performance Optimisation With Enhanced RISC). Il a été annoncé en 1990 et a été initialement utilisé dans la première gamme de machines RISC System/6000.
La configuration d'origine avait une vitesse d'horloge de 25 MHz et une puissance de 50 MFLOPS.